# Eberhard Im Thurn
Eberhard Im Thurn zu Büsingen (* 7. November 1658 in Schaffhausen; † 1728 in Büsingen am Hochrhein) aus dem Adelsgeschlecht der Im Thurn war von 1658 österreichischer Lehnsherr und Vogt in Büsingen am Hochrhein.

## Leben
Obwohl er gebürtig aus dem eidgenössischen Schaffhausen war, war er österreichischer Lehnsherr. (Seine Familie lebte in Thayngen und dieses war Bestandteil des Reiat, dieser wiederum war vordem Eigentum der Grafen von Tengen und wurde 1465 an das Haus Österreich verkauft, erst 1723 ging die Hohe Gerichtsbarkeit kaufweise an Schaffhausen). Seine Gattin war entweder Anna Effinger von Schloss Wildegg, oder nach anderen Angaben: Agatha Catarina von Waldkirch.

## Entführung und Kerkerhaft
Eberhard Im Thurn wurde nach einem Streit mit seiner Familie und mit dem Büsinger Pfarrer als heimlicher Katholik beschuldigt. Am 10. April 1693 wurde er daraufhin von eigenen Familienmitgliedern entführt und in einer Kutsche nach Schaffhausen gebracht, wo er zunächst in einem Privathaus versteckt gehalten wurde. Später wurde er der Schaffhauser Obrigkeit ausgehändigt, von der er zum Tode verurteilt werden sollte. Nach einem Prozess, wo er zunächst nach einer knappen Abstimmung zu lebenslanger Haft verurteilt wurde, kam er nach diplomatischen Auseinandersetzungen erst 1699 nach Büsingen zurück. Nach seiner Freilassung wurde der körperlich und psychisch angeschlagene Im Thurn wieder in seine vorherigen Ämter eingesetzt und konvertierte in der Folge dann tatsächlich zum römisch-katholischen Glauben. Der Fall seiner Entführung ist das Schlüsselereignis in der Geschichte Büsingens, das es zur Schweizer Enklave machte. Es ist dies der in der Geschichte so genannte Büsingerhandel oder auch Imthurnhandel. Heute ist Büsingen die einzige selbstverwaltete deutsche Exklave. In Büsingen steht sein ehemaliges Wohnhaus, das sogenannte Büsinger Junkerhaus, ein schöner Fachwerkbau.